# Zhang Wenxiu
Zhang Wenxiu (em chinês:  张文秀; Dalian, 22 de março de 1986) é uma atleta chinesa, medalhista olímpica no lançamento do martelo.

## Carreira
Zhang venceu o Campeonato Asiático de 2005 e os Jogos Asiáticos de 2006. Ela terminou em quinto lugar no Campeonato Mundial de 2005 e quarto na Taça do Mundo de 2006. Ela detém o recorde mundial júnior com 73,24 metros, alcançado em junho de 2005 em Changsha.
Ela estreou nos Jogos Olímpicos com um sétimo lugar nos Jogos de Atenas, em 2004, mas competindo em casa na edição seguinte, em Pequim 2008, ela ganhou a medalha de bronze (posteriormente herdou a prata após a desclassificação da bielorrussa Aksana Miankova). No ano anterior ele também obteve o bronze no Campeonato Mundial de Osaka.
Nos Jogos Asiáticos de 2014, em Incheon, ela ganhou a medalha de ouro, mas foi desclassificada após testar positivo para a substância proibida zeranol. Depois de apelar ao Tribunal Arbitral do Esporte, ela teve a medalha restaurada após comprovar que que o zeranol provinha de alimentos contaminados.
Zhang possui outras duas medalhas olímpicas no lançamento de martelo, sendo um bronze em Londres 2012 (herdado após a desclassificação da russa Tatyana Lysenko) e uma prata no Rio 2016. Em mundiais, seu melhor resultado foi a medalha de prata na edição de Pequim 2015.